# 阿尔贝特·迈尔
阿尔贝特·迈尔（Albert Meyer；1870年3月13日—1953年10月22日），瑞士聯邦第89任總統。前任為魯道夫·明格爾（Rudolf Minger），接任者為朱塞佩·莫塔。他曾於1930年至1934年期間担任内政部部长，1934年至1938年期間担任财政部部长。 